# BD+29 2279
BD+29 2279 — одиночная звезда в созвездии Волос Вероники на расстоянии приблизительно 1492 световых лет (около 457 парсек) от Солнца. Визуальная звёздная величина звезды — +10,62m. Возраст звезды определён как около 2,529 млрд лет.
Вокруг звезды обращается, как минимум, одна планета.

## Характеристики
BD+29 2279 — красный карлик спектрального класса M0,5V, или M0,5. Масса — около 0,616 солнечной, радиус — около 0,63 солнечного, светимость — около 0,0833 солнечной. Эффективная температура — около 3781 K.

## Планетная система
В 2022 году группой астрономов было объявлено об открытии планеты Глизе 9404 b.
В 2019 году учёными, анализирующими данные проектов Hipparcos и Gaia, у звезды обнаружена планета HIP 60093 c.